# NGC 3448
NGC 3448 (другие обозначения — UGC 6024, MCG 9-18-55, ZWG 267.27, ARP 205, IRAS10516+5434, PGC 32774) — галактика в созвездии Большая Медведица.
Этот объект входит в число перечисленных в оригинальной редакции «Нового общего каталога».
В галактике вспыхнула сверхновая SN 2014G типа IIn, её пиковая видимая звездная величина составила 15,6.